# Liste der Stolpersteine in Neckarbischofsheim

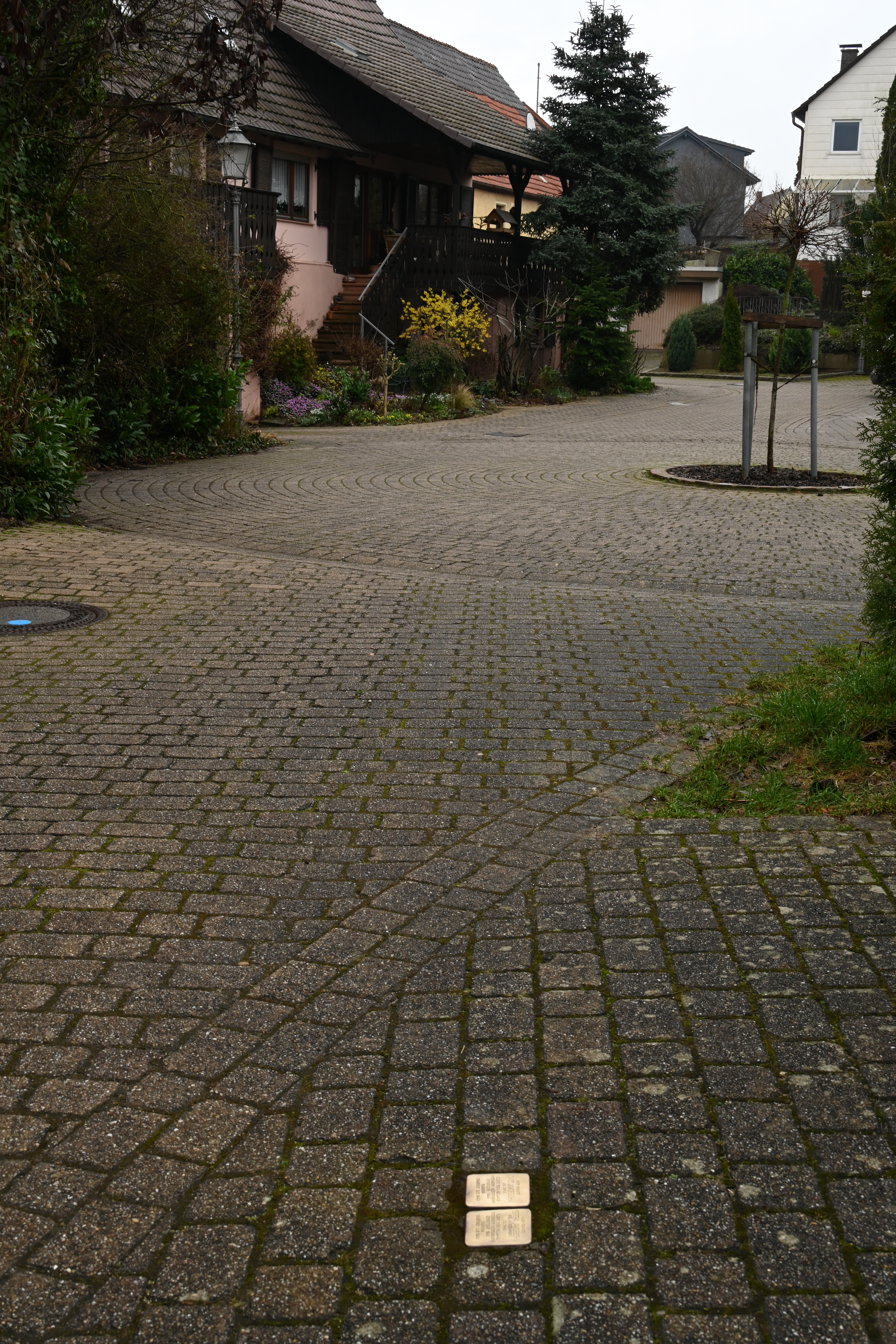
Stolpersteine in der Alexandergasse 4

Die Liste der Stolpersteine in Neckarbischofsheim zählt Stolpersteine auf, die im Rahmen des gleichnamigen Kunst-Projekts von Gunter Demnig in Neckarbischofsheim verlegt wurden. Mit ihnen soll an die Opfer des Nationalsozialismus erinnert werden, die in Neckarbischofsheim lebten und wirkten.
Am 10. November 2017 wurden die ersten 15 Stolpersteine in die Gehwegpflasterung eingefügt, 2022 wurden weitere 15 messingfarbene Gedenkquader verlegt.
Die Verlegungen wurden organisiert von einer Projektgruppe des Adolf-Schmitthenner-Gymnasiums Neckarbischofsheim, der Realschule Waibstadt, dem Verein für Heimatpflege Neckarbischofsheim, dem SPD-Ortsverein Neckarbischofsheim-Helmhof-Untergimpern und dem Verein Jüdisches Kulturerbe im Kraichgau e.V.

## Verlegte Stolpersteine
| Stolperstein | Inschrift | Verlegeort              | Name, Leben                        |
| ------------ | --- | ----------------------- | ---------------------------------- |
|              | HIER WOHNTE BONA BLOCH GEB. ROTHSCHILD JG. 1874 DEPORTIERT 1940 GURS INTERNIERT RIVESALTES TOT AN HAFTFOLGEN 8.1.1942                           | von-Hindenburg-Straße 3 | Bona Bloch, geb. Rothschild        |
|              | HIER WOHNTE ESTHER BLOCH JG. 1938 DEPORTIERT 1940 GURS INTERNIERT RIVESALTES KINDERHILFSWERK OSE VERSTECKT IN KINDERHEIMEN FLUCHT 1942 SCHWEIZ  | von-Hindenburg-Straße 3 | Esther Bloch                       |
|              | HIER WOHNTE HENNI BLOCH GEB. WEIL JG. 1901 DEPORTIERT 1940 GURS INTERNIERT RIVESALTES FLUCHT 1942 SCHWEIZ                                       | von-Hindenburg-Straße 3 | Henni Bloch, geb. Weil             |
|              | HIER WOHNTE JAKOB JULIUS BLOCH JG. 1906 KANTOR ´SCHUTZHAFT´ 1938 DACHAU DEPORTIERT 1940 GURS INTERNIERT RIVESALTES FLUCHT 1942 SCHWEIZ          | von-Hindenburg-Straße 3 | Jakob Julius Bloch                 |
|              | HIER WOHNTE SARA BLOCH JG. 1935 DEPORTIERT 1940 GURS INTERNIERT RIVESALTES KINDERHILFSWERK OSE VERSTECKT IN KINDERHEIMEN FLUCHT 1942 SCHWEIZ    | von-Hindenburg-Straße 3 | Sara Bloch                         |
|              | HIER WOHNTE FRIEDERIKE FRANK GEB. OTTENHEIMER JG. 1890 DEPORTIERT 1940 GURS INTERNIERT DRANCY 1942 AUSCHWIT ERMORDET                            | Waibstadter Straße 5    | Friederike Frank, geb. Ottenheimer |
|              | HIER WOHNTE INGEBORG FRANK JG. 1926 KINDERTRANSPORT 1939 ENGLAND                                                                                | Waibstadter Straße 5    | Ingeborg Frank                     |
|              | HIER WOHNTE SIEGFRIED FRANK JG. 1923 JUGEND-ALIJAH 1939 PALÄSTINA SOLDAT BRITISH ARMY TOT 1943 PERSIEN                                          | Waibstadter Straße 5    | Siegfried Frank                    |
|              | HIER WOHNTE DR. GEORG HAMBURGER JG. 1883 ´SCHUTZHAFT´ 1938 DACHAU FLUCHT 1939 USA                                                               | Waibstadter Straße 15   | Georg Hamburger                    |
|              | HIER WOHNTE MARIE HAMBURGER GEB. BIEGANOWSKI JG. 1887 FLUCHT 1939 USA                                                                           | Waibstadter Straße 15   | Marie Hamburger, geb. Bieganowski  |
|              | HIER WOHNTE ABRAHAM JAKOBSOHN JG. 1861 FLUCHT 1939 HOLLAND INTERNIERT WESTERBORK DEPORTIERT 1943 SOBIBOR ERMORDET 14.5.1943                     | Hauptstraße 47/49       | Abraham Jakobsohn                  |
|              | HIER WOHNTE BERTHA JAKOBSOHN GEB. WÜRZBURGER JG. 1863 FLUCHT 1939 HOLLAND INTERNIERT WESTERBORK DEPORTIERT 1943 SOBIBOR ERMORDET 2.7.1943       | Alexandergasse 4        | Bertha Jakobsohn, geb. Würzburger  |
|              | HIER WOHNTE DAVID JAKOBSOHN JG. 1862 FLUCHT 1939 HOLLAND INTERNIERT WESTERBORK DEPORTIERT 1943 SOBIBOR ERMORDET 2.7.1943                        | Alexandergasse 4        | David Jakobsohn                    |
|              | HIER WOHNTE AMALIE ´MAILE´ JESELSOHN GEB. ZUCKER JG. 1880 FLUCHT 1939 PALÄSTINA                                                                 | Hauptstraße 18          | Amalie Jeselsohn, geb. Zucker      |
|              | HIER WOHNTE LISELETTE JESELSOHN GEB. STRAUSS JG. 1879 FLUCHT 1939 PALÄSTINA                                                                     | von-Hindenburg-Straße 4 | Lisette Jeselsohn, geb. Strauss    |
|              | HIER WOHNTE SAMUEL JESELSOHN JG. 1870 VORSTEHER DER JÜDISCHEN GEMEINDE FLUCHT 1939 PALÄSTINA                                                    | Hauptstraße 18          | Samuel Jeselsohn                   |
|              | HIER WOHNTE THEODOR JESELSOHN JG. 1872 FLUCHT 1939 PALÄSTINA                                                                                    | von-Hindenburg-Straße 4 | Theodor Jeselsohn                  |
|              | HIER WOHNTE ELFRIEDE KATZENGOLD JG. 1929 FLUCHT 1938 POLEN DEPORTIERT 1940 ŁODZ / LITZMANNSTADT ERMORDET                                        | Alte Rathausgasse 12    | Elfriede Katzengold                |
|              | HIER WOHNTE NATHAN KATZENGOLD JG. 1893 FLUCHT 1938 POLEN DEPORTIERT 1940 ŁODZ / LITZMANNSTADT ERMORDET                                          | Alte Rathausgasse 12    | Nathan Katzengold                  |
|              | HIER WOHNTE RAISA KATZENGOLD GEB. GARBASKAJA JG. 1887 FLUCHT 1938 POLEN DEPORTIERT 1940 ŁODZ / LITZMANNSTADT ERMORDET                           | Alte Rathausgasse 12    | Raisa Katzengold, geb. Garbaskaja  |
|              | HIER WOHNTE BERTA MANELA JG. 1923 DEPORTIERT 1940 GURS INTERNIERT MOISSAC VERSTECKT 1944 GESTAPOHAFT LYON ENTLASSEN                             | von-Hindenburg-Straße 3 | Berta Manela                       |
|              | HIER WOHNTE BERTHA OTTENHEIMER GEB. KAHN JG. 1864 DEPORTIERT 1940 GURS INTERNIERT DRANCY 1944 AUSCHWITZ ERMORDET                                | Waibstadter Straße 5    | Bertha Ottenheimer, geb. Kahn      |
|              | HIER WOHNTE SOFIE OPPENHEIMER JG. 1867 DEPORTIERT 1940 GURS MEHRERE INTERNIERUNGSLAGER 1943 ALTERSHEIM ASILE DE RABES / CORNIL BEFREIUNG ERLEBT | Hauptstraße 34          | Sofie Oppenheimer                  |
|              | HIER WOHNTE ALFRED WOLFF JG. 1903 FLUCHT 1936 USA                                                                                               | Hauptstraße 36          | Alfred Wolff                       |
|              | HIER WOHNTE ERNST WOLFF JG. 1899 FLUCHT 1937 USA                                                                                                | Hauptstraße 36          | Ernst Wolff                        |
|              | HIER WOHNTE FLORENCE WOLFF GEB. MARX JG. 1908 FLUCHT 1937 USA                                                                                   | Hauptstraße 36          | Florence Wolff, geb. Marx          |
|              | HIER WOHNTE IRMA WOLFF GEB. STEIN JG. 1882 DEPORTIERT 1940 GURS INTERNIERT DRANCY 1942 AUSCHWITZ ERMORDET                                       | Hauptstraße 36          | Irma Wolff, geb. Stein             |
|              | HIER WOHNTE JULIUS WOLFF JG. 1872 DEPORTIERT 1940 GURS INTERNIERT NEXON ZWANGSEINGEWIESEN 1943 ALTERSHEIM ASILE DE RABES / CORNIL BEFREIT       | Hauptstraße 36          | Julius Wolff                       |
|              | HIER WOHNTE KURT WOLFF JG. 1936 FLUCHT 1937 USA                                                                                                 | Hauptstraße 36          | Kurt Wolff                         |
|              | HIER WOHNTE MOSES WOLFF JG. 1873 DEPORTIERT 1940 GURS INTERNIERT DRANCY 1942 AUSCHWITZ ERMORDET                                                 | Hauptstraße 36          | Moses Wolff                        |